# Angélique Victoire de Durfort-Civrac
Angélique Victoire de Durfort-Civrac, condesa de Chastellux (2 de diciembre de 1752-14 de noviembre de 1816), fue una cortesana francesa. Sirvió como dama de honor de Madame Victoria, hija del rey Luis XV de Francia, desde 1786 hasta 1799.

## Biografía
Hija de Aymeric Joseph de Durfort, duque de Civrac, y de Anne-Marie de La Faurie de Monbadan, fue hermana de Jean-Laurent de Durfort-Civrac, duque de Lorges (1746-1826), y de la marquesa de Donnissan (1747-1839), madre de la memorialista Victoire de Donnissan, marquesa de La Rochejaquelein.
Su madre sirvió como dama supernumeraria de Mesdames les cadettes (dama de compañía de las princesas Victoria, Sofía y Luisa) desde 1751 hasta 1756, como dame d'atour desde 1756, y como dama de honor desde 1775 de la princesa Victoria de Francia, de quien también fue confidente y favorita, siendo Victoria la madrina de su hija Angélique Victoire, quien fue educada en la famosa escuela de Saint-Cyr y contrajo matrimonio posteriormente con Henri Georges César, conde de Chastellux, con quien tuvo tres hijos: 
- César Laurent, marqués de Chastellux (1780-1854).
- Louise Pauline de Chastellux (1781-1857), quien contrajo matrimonio con Joseph Élisabeth Roger, conde Damas d'Antigny.
- Gabrielle Joséphine Simone de Chastellux (1783-1820), esposa de Jean Baptiste Auguste Madeline de Percin, marqués de la Valette Montgaillard.
Tras el enlace, Angélique Victoire fue asignada como dama de compañía de Madame Victoria, sucediendo a su madre como dame d'atour de la princesa tras su muerte en 1786. Debido a los cargos ostentados, Angélique Victoire esperaba que se le concediese el título de duquesa, considerando la posibilidad de renunciar a su cargo al tener conocimiento de que dicho título no le iba a ser otorgado. No obstante, debido a las súplicas de Victoria y de su hermana, la princesa Adelaida, Angélique Victoire accedió a seguir desempeñando su puesto.
En febrero de 1791, tras el inicio de la Revolución francesa, la condesa, junto con su esposo y sus hijos, perteneció al largo séquito que acompañó a las princesas Victoria y Adelaida hasta Roma. Durante su estancia entre 1791 y 1796, la corte de Mesdames se dividió en dos facciones rivales; la facción Chastellux, liderada por la principal dama de honor de Madame Victoria, Angélique Victoire, y la facción Narbonne, dirigida por su compañera al servicio de Madame Adelaida, Françoise de Châlus. 
Angélique Victoire regresó a París en 1811, donde murió en 1816.